# Popelini
Popelini est un personnage fictif crée par Pierre Lacam, il apparaît comme un cuisinier italien de la reine Catherine de Médicis qui aurait inventé la pâte à choux. 
En fait aucun cuisinier italien n'a été recensé à la cour de France durant le règne de Medicis, cette légende s'inscrit dans ledit  mythe italien dans la cuisine française. 

## Biographie
Selon la légende, Popelini quitte son Italie natale pour rejoindre Catherine de Médicis à la Cour de France. En 1540, Popelini améliore une recette du précédent cuisinier de la reine Catherine de Médicis, Pantanelli/Penterelli, et crée la pâte à choux, sous le nom de popelin ou poupelin. Popelini confectionne un gâteau à partir d'une pâte séchée sur le feu qu'on appelait « pâte à chaud ». 
Au XVIIIe siècle, la « pâte à chaud » prend le nom de « pâte à choux », après avoir été perfectionnée par Jean Avice, pâtissier de Talleyrand, et Antonin Carême,,.

## Postérité
Une marque de pâtisserie de luxe, créée par Lauren Koumetz et spécialisée dans les choux à la crème, a repris le nom de Popelini,.